# Rachael Heyhoe-Flint
 Der er for få eller ingen kildehenvisninger i denne artikel, hvilket er et problem. Du kan hjælpe ved at angive troværdige kilder til de påstande, som fremføres i artiklen.

Rachel Heyhoe-Flint (født 11. juni 1939 i Wolverhampton, død 18. januar 2017) var en engelsk cricket-spiller og var ansat som vicepræsident i fodboldklubben Wolverhampton Wanderers FC.

## Biografi
Hun var medlem af det engelske landshold i cricket fra 1960 til 1982 og hun var kaptajn for holdet fra 1966 til 1978. Hun var aktiv indenfor idræt, og repræsenterede også landsholdet i ishockey, golf og squash.
Efter at hun trak sig tilbage fra sin aktive karriere har Heyhoe-Flint også arbejdet som journalist og tv-kommentator.
Hun blev udnævnt til medlem af Order of the British Empire i 1972 og hun var en af de ti første kvinder som blev tildelt et livstidsmedlemskab i MCC i 1999.
Da hendes gode ven Sir Jack Hayward i 1990 købte fodboldklubben Wolverhampton Wanderers arbejdede hun der og fra 1997 kom hun med i klubbens bestyrelse. I sommeren 2005 blev hun udnævnt til vice-præsident i Wolves for sin lange tjeneste i klubben.